# Allium coryi
Allium coryi är en amaryllisväxtart som beskrevs av Marcus Eugene Jones. Allium coryi ingår i släktet lökar, och familjen amaryllisväxter. Inga underarter finns listade i Catalogue of Life.